# South Tipperary
South Tipperary (iriska: Tiobraid Árann Theas), känt fram till 2002 som Tipperary South Riding, är ett grevskap i Republiken Irland som består av 52% av marken som utgjorde det historiska grevskapet Tipperary. Precis som North Tipperary har det ett eget county council (landsting). Huvudort är Clonmel, andra viktiga städer eller samhällen är Carrick-on-Suir, Chasel, Cahir och Tipperary.
Efter statistik från år 2004 bekräftades det att South Tipperary hade lägst spädbarnsdödlighet i hela landet med endast 0,9 avlidna per 1000 födda. Detta kan jämföras med 2,9 i North Tipperary eller 3,4 i Dublin.